# Rozprza
Rozprza ist eine Stadt und Sitz der gleichnamigen Gemeinde im Powiat Piotrkowski der Woiwodschaft Łódź, Polen. Zum 1. Januar 2023 erhielt Rozprza seine 1870 entzogenen Stadtrechte wieder.

## Gemeinde
Zur Stadt-und-Land-Gemeinde Rozprza gehören 33 Ortschaften mit einem Schulzenamt:
Bagno
Bazar
Biała Róża
Białocin
Bryszki
Budy
Cekanów
Ignaców
Janówka
Kęszyn
Kisiele
Longinówka
Lubień
Łazy Duże
Łochyńsko
Magdalenka
Mierzyn
Milejowiec
Milejów
Niechcice
Nowa Wieś
Pieńki
Rajsko Duże
Rajsko Małe
Romanówka
Rozprza
Stara Wieś
Wola Niechcicka Stara
Straszów
Świerczyńsko
Truszczanek
Wroników
Zmożna Wola
Weitere Ortschaften der Gemeinde sind:
Adolfinów
Bogumiłów
Budy Porajskie
Cieślin
Dzięciary
Gaj
Gieski
Grobla
Kazimierzów
Kolonia Mierzyn
Milejów-Kolonia
Nowa Wola Niechcicka
Stefanówka
Straszówek
Szymanów
Turlej

## Verkehr
Der Bahnhof Rozprza und der Haltepunkt Milejów an der Bahnstrecke Warszawa–Katowice liegen im Gemeindegebiet.